# Harpagolestes
Harpagolestes és un gènere de mamífer mesonic extint de la família dels mesoníquids. Visqué durant el període Eocè. Se n'han trobat restes fòssils a Àsia i Nord-amèrica.